# Jacques Bachot
Jacques Bachot war ein von 1493 bis 1526 in der nordfranzösischen Champagne und in Lothringen tätiger Bildhauer der Spätgotik.

## Leben
Die Anwesenheit des Künstlers in Troyes (Aube), der damaligen Hauptstadt der Champagne, einem der bedeutendsten Zentren der Bildhauerkunst des späten Mittelalters und der frühen Renaissance, ist ab 1493 belegt. Im Jahr 1495 rief ihn Henri de Lorraine-Vaudémont († 1505), Bischof von Metz, nach Joinville (Haute-Marne), dessen Burg seit Jahrhunderten Besitz seiner Vorfahren war. Er beauftragte Bachot mit der Ausführung von zwei Grabmälern für die bereits 1163 innerhalb der Burganlage auf Initiative seines Ahnen, des Seneschalls der Champagne Gottfried III. von Joinville errichtete Stiftskirche St. Laurent, in welcher sich die Grabstätten seiner Vorfahren und Verwandten befanden. Jacques Bachot kehrte um 1504/05 nach Troyes zurück. Dort wird er im Jahr 1513 als gewählter Vertreter der Zunft genannt, in welcher die Bildhauer sich gemeinsam mit den Buchdruckern, Buchmalern, Malern, Glasmalern und Seidenstickern zusammengeschlossen hatten.
Nach 1515 ist er in Saint-Nicolas-de-Port (Meurthe-et-Moselle) bei Nancy nachgewiesen, wo er Arbeiten an der Kirche und heutigen Basilika St. Nicolas-du-Port (1481–1544, Türme 1550–1560) ausführte, deren damals noch nicht vollendeter Bau auf Initiative des Herzogs von Lothringen René II. († 1508), eines Enkels des Bischofs von Metz, aus Dankbarkeit für seinen Sieg über Karl den Kühnen in der Schlacht von Nancy (1477) beschlossen worden war. Spätestens um 1524/25 war Jacques Bachot wieder in Troyes ansässig. Die Stadt benannte eine Straße nach ihm.
Es wurden Untersuchungen darüber angestellt, ob Jacques Bachot mit dem in der Champagne nachgewiesenen Meister von Chaource, auch Meister der Heiligen Martha genannt, in Verbindung gebracht werden könnte. Diese Hypothese bleibt umstritten.
Des Weiteren gibt es bisher keinerlei Hinweise auf eine eventuelle Verwandtschaft Jacques Bachots mit den zur gleichen Zeit in Troyes wirkenden Bildhauern Marc Bachot (tätig von 1517 bis 1540) und Yvon Bachot (flämischer Herkunft, tätig von 1524 bis 1534).

## Werk
Die Vielseitigkeit von Jacques Bachots  Tätigkeiten, die Tatsache, dass die Zunftmitglieder ihn zu ihrem Vertreter wählten und nicht zuletzt der Rang seiner Auftraggeber und die aus den Bauhüttenrechnungen hervorgehende Höhe seines Lohnes lassen darauf schließen, dass er einer der bedeutendsten unter den letzten Bildhauern der Gotik in der Champagne war. Dennoch ist sein Werk heute einzig durch das Studium früher Quellen zu erschließen und konnte bisher keine seiner Skulpturen gesichert werden.

### Das Kreuz „Belle Croix“
Im Jahr 1493 wird Jacques Bachot als einer der Bildhauer des im Jahr 1484 von der Bruderschaft De la Croix gestifteten und  nach ihr Belle-Croix genannten monumentalen, über 11 m hohen und etwa 4.000 kg schweren Kreuzes aus vergoldeter Bronze erwähnt, das im Jahr 1495 auf dem Platz vor dem heutigen Rathaus von Troyes errichtet wurde. Das Gemeinschaftswerk, dessen Gesamtkonzeption Henri le Sarrurier zugeschrieben wird und an dem neben Bachot die Bildhauer Nicolas Halins und Nicolas II. Cordonnier sowie die Maler Jacquet Cordonnier, Guillaume Passot, Jean Copain und Pierre Camus mitwirkten, ist durch eine Skizze bekannt. Es bestand aus einem mit den Figuren von neun kleinen Propheten geschmückten Sockel, über dem sich eine Skulpturengruppe mit den Gestalten der Maria, des Johannes und der Maria Magdalena erhob. Aus der Mitte der Gruppe ragte ein großes, vergoldetes und mit einem Baldachin überfangenes Bronzekruzifix in die Höhe. Jacques Bachot und Nicolas II. Cordonnier fertigten die Gussmodelle für die dekorativen Teile des Baldachins. Das Werk wurde während der französischen Revolution im Jahr 1793 umgestürzt und eingeschmolzen.

### Grabmal des Heinrich von Lothringen
Bachot entwarf und schuf dieses, für seinen Auftraggeber bestimmte, und das nachstehend angeführte Grabmal während seines ersten Aufenthaltes in Lothringen (1495–1504). Es bestand aus einem großen mit Heiligenfiguren geschmückten marmornen Schrein und einem von Henri Costerel vermutlich nach einem Entwurf von Bachot angefertigten Porträtbildnis aus Bronze. Das Grabmal stand in der Stiftskirche St. Laurent und wurde während der französischen Revolution zerstört, als die zwölf Mitglieder der Revolutionskommission von Joinville nach der Enthauptung von Philippe Égalité (5. November 1793) dessen Schloss durch eine Bande von Sansculottes plündern und abbrechen ließen, um sich an der Beute zu bereichern.

### Grabmal des Ferry II. von Vaudémont und seiner Gemahlin
Bischof Heinrich von Metz gab darüber hinaus, in dem gleichen Zeitraum, das Grabmal für seinen verstorbenen Bruder Ferry oder Friedrich II. (†  1470), Graf von Vaudémont, Herr von Joinville und dessen Gemahlin Jolande von Anjou  († 1476) bei Bachot in Auftrag, das ebenfalls eine bemeißelte Basis besaß, im Unterschied zu dem bischöflichen Monument aber keine Bronzefigur, sondern die auf einer flachen Platte liegenden Marmorfiguren der Verstorbenen aufwies. Dieses Werk fiel, so wie die vorstehend genannten, dem Zerstörungswahn der Revolutionäre zum Opfer.

### Heiligenstatuen
Dank der Recherchen und Publikationen des Malers Anne-François Arnaud (1787–1846) ist Bachot auch als Erschaffer einer Pietà und mehrerer heute verschollener Heiligenstatuen bekannt. Arnaud wurde als Kunstlehrer und Direktor an die École de dessin in Troyes berufen und später zum Inspecteur des monuments historiques (Inspektor der historischen Denkmäler) ernannt. In Erinnerung an die Ereignisse der Revolution, die er als Kind erlebt hatte, führte er gemeinsam mit seinen Schülern eine umfassende Bestandsaufnahme durch, um die in Troyes und seiner Umgebung vorhandenen Kunstwerke zu erfassen und nach verschollenen Werken zu forschen. Der Standort der folgenden, nachweislich von Bachot geschaffenen Heiligenstatuen konnte bis zum heutigen Tag nicht geklärt werden:
- Statue des Petrus (1505, verschollen), für die Kathedrale von Troyes
- Statue der Jungfrau Maria (nach 1504/05, verschollen), für die Kirche St. Pantaléon in Troyes
- Pietà (1506/07, verschollen), für die Kirche St. Jean in Troyes[4]
- Statue der Jungfrau Maria (um 1524/25, verschollen), für die Kirche St. Nicolas in Troyes